# Janis (álbum de 1993)
Janis es un álbum recopilatorio de la cantante de rock y blues estadounidense Janis Joplin, publicado el 23 de noviembre de 1993. Contiene canciones grabadas entre 1962 y 1970.

## Lista de canciones

### Disco Uno
1. "What Good Can Drinkin' Do" – 2:45
2. "Trouble in Mind" – 3:03
3. "Hesitation Blues" – 4:05
4. "Easy Rider" – 2:24
5. "Coo Coo" – 2:05
6. "Down on Me" – 2:06
7. "The Last Time" – 2:17
8. "All Is Loneliness" – 2:19
9. "Call on Me" – 3:37
10. "Women Is Losers" – 5:08
11. "Intruder" – 2:32
12. "Light Is Faster than Sound" – 2:32
13. "Bye, Bye Baby" – 2:39
14. "Farewell Song" – 4:24
15. "Flower In The Sun" – 3:13
16. "Misery'n" – 4:09
17. "Road Block" – 6:12
18. "Ball and Chain" – 8:07

### Disco Dos
1. "Combination of the Two" – 5:52
2. "I Need a Man to Love" – 4:53
3. "Piece of My Heart" – 4:28
4. "Turtle Blues" – 4:30
5. "Oh, Sweet Mary" – 4:16
6. "Catch Me Daddy" – 4:56
7. "Summertime" – 4:07
8. "Kozmic Blues" – 4:24
9. "Try (Just a Little Bit Harder)" – 3:58
10. "One Good Man" – 4:11
11. "Dear Landlord" – 2:33
12. "To Love Somebody" – 5:19
13. "As Good as You've Been to This World" – 5:27
14. "Little Girl Blue" – 3:51
15. "Work Me, Lord" – 6:38
16. "Raise Your Hand" – 2:17
17. "Maybe" (live) – 4:07

### Disco Tres
1. "Me and Bobby McGee" – 4:49
2. "One Night Stand" – 3:10
3. "Tell Mama" (live) – 5:48
4. "Try (Just a Little Bit Harder)" (live) – 8:16
5. "Cry Baby" – 4:59
6. "Move Over" – 3:42
7. "A Woman Left Lonely" – 3:29
8. "Half Moon" – 3:53
9. "Happy Birthday, John (Happy Trails)" – 1:10
10. "My Baby" – 3:45
11. "Mercedes Benz" – 2:14
12. "Trust Me" – 3:17
13. "Get It While You Can" – 3:25
14. "Me and Bobby McGee" – 4:29